# West Union (Minnesota)
Pour les articles homonymes, voir West Union.
West Union est une ville américaine située dans le Comté de Todd, dans le Minnesota. Selon le recensement de 2010, sa population est de 111 habitants.